# Елизабет фон Брауншвайг-Волфенбютел (1567–1618)
Елизабет фон Брауншвайг-Волфенбютел (на немски: Elisabeth von Braunschweig-Wolfenbüttel; * 23 февруари 1567, замък Хесен ам Фалкенщайн в Хесен; † 24 октомври 1618, Отерндорф) от род Велфи (Среден Дом Брауншвайг), е принцеса от Брауншвайг-Волфенбютел и чрез женитби графиня на Холщайн-Шауенбург и херцогиня на Брауншвайг-Харбург.

## Живот
Дъщеря е на херцог Юлий фон Брауншвайг-Волфенбютел (1528 – 1589) и съпругата му Хедвиг фон Бранденбург (1540 – 1602), дъщеря на курфюрст Йоахим II фон Бранденбург (1505 – 1571) и втората му съпруга Ядвига Ягелонка (1513 – 1573).
От 1577 до 1582 г. баща ѝ иска безуспешно да направи Елизабет абатиса на Гандерсхайм. На 28 април 1583 г. във Волфенбютел тя се омъжва за граф Адолф XI фон Шаумбург (* 27 октомври 1547; † 2 юли 1601), син на граф Ото IV фон Шаумбург († 1576) и първата му съпруга принцеса Мария фон Померания-Щетин († 1586). От брака им се ражда един син.
След смъртта на Адолф XI тя се омъжва втори път на 28 октомври 1604 г. в замък Харбург за херцог Кристоф фон Брауншвайг-Харбург (* 21 август 1570; † 7 юли 1606), син на херцог Ото II Млади фон Брауншвайг-Харбург (1528 – 1603) и втората му съпруга графиня Хедвига от Източна Фризия (1535 – 1616). Бракът е бездетен. Кристоф умира 35-годишен, на 7 юли 1606 г. след падане в замъка Харбург.
Елизабет живее от 1609 г. за сметка на град Харбург в Бремен, връща се обаче през 1617 г. обратно и умира след една година на 51-годишна възраст в Отерндорф. Погребана е до втория си съпруг в Хамбург.

## Деца
Елизабет и Адолф XI имат един син:
- Юлий фон Холщайн-Шауенбург (* 26 октомври 1585; † 21 януари 1601)